# Ковыляева
Ковыляева — деревня в Кудымкарском районе Пермского края. Входила в состав Верх-Иньвенского сельского поселения. Располагается в устье реки Корьяшор юго-западнее от города Кудымкара. Расстояние до районного центра составляет 25 км. По данным Всероссийской переписи населения 2010 года, в деревне проживало 65 человек (30 мужчин и 35 женщин).

## История
По данным на 1 июля 1963 года, в деревне проживало 34 человека. Населённый пункт входил в состав Верх-Иньвенского сельсовета.